# Stanislav
Stanislav je moško osebno ime.

## Izvor imena
Ime Stanislav je slovansko. Zloženo je iz velelnika glagola stati - stani v pomenu »postani« in morfema slav v pomenu »slaven« 

## Različice imena
- moške različice imena: Stane, Stanimir, Stanislaj, Stanislavko, Staniša, Stanko, Stano, Stanoje, Staš, Staša, Staško, Stašo
- ženske različice imena: Stanislava

## Tujejezikovne različice imena
- pri Angležih: Stas
- pri Čehih: Stanislav
- pri Italijanih: Stanislao
- pri Madžarih: Szaniszló
- pri Poljakih: Stanisław
- pri Rusih: Станислав (Stanislav)

## Pogostost imena
Po podatkih Statističnega urada Republike Slovenije je bilo na dan 31. decembra 2007 v Sloveniji število moških oseb z imenom Stanislav: 12.146. Med vsemi moškimi imeni pa je ime Stanislav po pogostosti uporabe uvrščeno na 12 mesto.

## Osebni praznik
V koledarju je ime Stanislav zapisano 11. aprila (Stanislav, krakovski škof in mučenec, † 11.apr. 1079) in 13. novembra (Stanislav [Kostka] poljski redovnik in svetnik, † 13. nov. 1568).

## Iz imena nastali priimki
Iz imena Stanislav in njegovih različic so nastali naslednji priimki: Stanek, Stanič, Staniša, Stanjko, Stanko, Stankovič in drugi.

## Zanimivost
Poljski svetnik Stanislav Kostka velja za zavetnika mladine, zlasti srednješolske. Po njem je bila poimenvana prva slovenska gimnazija z internatom v Šentvidu pri Ljubljani kot Zavod svetega Stanislava.